# Choeromorpha sulphurea
Choeromorpha sulphurea là một loài bọ cánh cứng trong họ Cerambycidae.